# Списак ОШ на Врачару
На територији београдске општине Врачар се налазе следеће основне школе:

## ОШ „Владислав Рибникар“
Школа се налази у улици Краља Милутина број 10.

## ОШ „Јован Миодраговић“
Школа се налази у улици Војводе Драгомира број 1.

## ОШ „Краљ ПетарКарађорђевић“
Школа се налази у улици Марулићевој број 8.

## ОШ „НХ Синиша Николајевић“
Школа се налази у улици Тимочкој број 24.

## ОШ „Свети Сава“
Школа се налази у улици Авалској број 8.

## ОШ „Светозар Марковић“
Школа се налази у улици Хаџи Милентијева број 62. Поред школе се налази Неимарски парк, прекопута амбасада Гане, а у близини се налази и амбасада Бугарске. Име је добила по Светозару Марковићу (1846—1875), политичару друге половине XIX века. Према неким изворима, школа је одлично опремљена рачунарима и настава информатике се изводи за старије разреде. У школи постоји продужени боравак. Од првог разреда се учи енглески, а од петог шпански и француски језик. Иако фискултурна сала није у најбољем стању, издвајају се тимови за женску одбојку и мушку кошарку. Такође, као део ваннаставних активности су и драмско стваралаштво, музичка, литерарна и рецитаторска секција.